# سناء عنبتاوي
سناء عنبتاوي (1956-2010) هي ناشطة سياسية ولدت في مدينة القدس، نشأت في القدس. انخرطت عنبتاوي في العمل النضالي منذ سنواتها الأولى، حيث انضمت إلى صفوف الاتحاد الديمقراطي الفلسطيني "فدا" وبدأت في شغل مواقع متقدمة ضمن هيئاته القيادية. بفضل إسهاماتها المميزة في العمل السياسي، أصبحت عضواً في المكتب السياسي للاتحاد. كما شاركت عنبتاوي بشكل فعّال في الفعاليات والتحركات الشعبية التي تهدف إلى الدفاع عن المدينة المقدسة. وقد تعرضت للإصابة عدة مرات أثناء التصدي لقوات الاحتلال وقطعان المستوطنين، الذين كانوا يحاولون الاستيلاء على الأراضي الفلسطينية أو هدم البيوت في القدس.

## حياتها المهنية
كانت سناء عنبتاوي من الشخصيات البارزة في عدة هيئات ومؤسسات اجتماعية ونضالية. فقد شغلت عضوية الهيئة الإدارية لجمعية العمل النسوي وطاقم شؤون المرأة، وكذلك الاتحاد العام للمرأة الفلسطينية. كما كانت عضواً في جمعية الاتحاد النسائي العربي في القدس، والمجلس الاستشاري لمحافظة القدس، والجبهة الإسلامية والمسيحية للدفاع عن القدس والمقدسات. بالإضافة إلى ذلك، كانت عنبتاوي جزءاً من اللجنة الوطنية للحد من انتشار المخدرات، وشاركت في اللجنة التحضيرية للمؤتمر الوطني للدفاع عن القدس ومواجهة جدار الضم العنصري. كما أنها أبرز الناشطات النسويات الفلسطينيات في القدس، وتركّت أثراً كبيراً في مجال الدفاع عن حقوق المرأة الفلسطينية وحماية القدس.

## منصبها في وزارة شؤون المرأة
شغلت عنبتاوي منصب رئيس وحدة شؤون القدس في وزارة شؤون المرأة، حيث عملت على الدفاع عن قضايا المرأة الفلسطينية وحقوقها، خاصة في القدس. استمرت في هذا الدور حتى وفاتها في عام 2010، أثناء قيامها بمهمة عمل في العاصمة الإندونيسية جاكارتا.